# La Mothe-Achard
La Mothe-Achard korábbi község Franciaország Loire mente régiójában, Vendée megyében. 2017. január 1-jén La Chapelle-Achard korábbi községgel egyesült és az így létrejött Les Achards új község része lett.
Lakosainak száma 3108 fő (2018. január 1.). La Mothe-Achard La Chapelle-Achard, Sainte-Flaive-des-Loups, Saint-Georges-de-Pointindoux és Saint-Julien-des-Landes községekkel határos.

## Népesség
A település népességének változása:
| Lakosok száma | 2870 | 2940 | 5106 | 3025 | 3108 |
|               | 2013 | 2015 | 2016 | 2017 | 2018 |